# Callionymus belcheri
 Callionymus belcheri és una espècie de peix de la família dels cal·lionímids i de l'ordre dels cipriniformes que es troba a Papua Nova Guinea i al nord-oest d'Austràlia.